# Heinrich Grünfeld
Heinrich Grünfeld (Praga, 1855 – Berlín, 1931) fou un violoncel·lista bohemi, era germà d'Alfred que també fou un pianista i compositor famós.
Estudià en el Conservatori de Praga i a Viena i de 1876 a 1884 fou professor de violoncel de l'Acadèmia Kullak de Berlín, formant part des del 1886 de l'orquestra reial.